# Алваро Рекоба
Алваро Александър Риверо Рекоба (на испански Álvaro Alexander Recoba Rivero) е уругвайски футболист. Играе еднакво добре като втори нападател, офанзивен полузащитник или ляво крило. В Родината си е наричан „китаеца“ (El Chino). От 2008 година носи екипа на гръцкия Паниониос.
Играе в италианската Серия А от 1997 г. в продължение на десет сезона (с изключение на шест месеца в които е преотстъпен на Венеция) носи екипа на настоящите шампиони Интер. Договорът му с „нерадзурите“ изтича на 30 юни 2008 г. и от лятото на същата година е свободен агент. С Националния отбор на Уругвай има записани 69 участия с когото участва на Световно първенство през 2002.

## Кариера
Рекоба започна кариерата си в Уругвай с отбора на Данубио. След няколко години в младежките формации, през сезон 1994/95 г. прави дебют за първия състав на 17-годишна възраст. През сезон 1996/97 преминава в един от най-успешните уругвайски клубове Насионал Монтевидео. Талантът на младия футболист привлича вниманието на европейските грандове и след края на сезона Рекоба преминава в италианския Интер.
Прави дебюта си за Интер при победата с 2:1 над Бреша на 31 август 1997 г., когато двамата с Роналдо са представени пред публиката на Джузепе Меаца.
В следващия полусезон е преотскъпен на състезаващия се в Серия Б Венеция. С екипа на втородивизионния отбор записва 19 мача, в които отбелязва 11 гола и 9 асистенции.
През януари 2001 г., Рекоба подновява договора си с Интер до 30 юни 2006 година. През същия месец прокуратурата в Италия му повдига обвинение за използване на фалшив паспорт, придобит през 1999 година. Магистратите му отнемат документа и заявяват, че е бил издаден незаконно. Футболистът е наказан за една година, но след обжалването, наказанието е намалено на четири месеца.
На 16 март 2007 в интервю пред италианската преса уругваецът заявява своето желание да напусне Интер след края на сезона, продиктувано от липса на изяви за първия отбор. На 31 август 2007 година е преотстъпен на друг отбор от Серия А Торино, където треньор е бившият му наставник от Венеция Валтер Новелино.
На 19 декември 2007 година Алваро Рекоба вкарва два гола за победата на Торино с 3:1 над Рома в осминафинал за Купата на Италия.Въпреки доброто си представяне футболистът често страда от травми и отсъства от терените. След края на сезона договорът му с Интер изтича и Рекоба става свободен агент. На 5 септември 2008 година подписва двегодишен договор с гръцкия Паниониос. 

## Национален отбор
Рекоба играе за Уругвай на Световно първенство през 2002 и има над 50 участия с националния екип. Единственото си попадение в турнира отбелязва срещу Сенегал в груповата фаза, но това не е достатъчно и срещата завършва 3:3, а „Урусите“ отпадат от по-нататъшно участие в надпреварата.
През септември 2005 г. вкарва победното попадение срещу Аржентина в квалификационен мач за Световното първенство в Германия. Това помага Уругвай да се класира като петия поставен отбор в Южна Америка и да играе междуконтинентален плейоф срещу шампионите от зона Океания тим на  Австралия. Уругвай губи с 4:2 след изпълнение на дузпи.
Въпреки липсата на изяви с екипа на Интер, Рекоба редовно получава повиквателни за уругвайски национален отбор. Участва на Копа Америка през 2007 година.

## Успехи
Интер
Серия А
- Шампион (2) – 2005 – 2006, 2006 – 2007

Купа на Италия (2) – 2004 – 2005, 2005 – 2006
Суперкупа на Италия (2) – 2005, 2006
Купа на УЕФА – 1997-98